# István Kiss (Radsportler, 1950)
István Kiss (* 1950) ist ein ehemaliger ungarischer Radrennfahrer und nationaler Meister im Radsport.

## Sportliche Laufbahn
Kiss war im Bahnradsport und im Straßenradsport aktiv. 1970 holte Kiss den nationalen Titel im Mannschaftszeitfahren mit Tibor Magyar, József Peterman und László Sleisz. 1972 gewannen András Busi, István Kiss, Tibor Magyar, József Peterman die Meisterschaft. 1972 und 1974 wurde er Meister im Stafettenfahren. 1973 war er in der Bergmeisterschaft erfolgreich. 1974 gewann Kiss den Titel im Einzelzeitfahren und im Kriterium. Im Paarzeitfahren gewann er den ungarischen Meistertitel 1975 und 1976 mit András Busi als Partner, 1972 und 1974 gewann er mit seinem Team das Stafettenfahren. Im Rennen der Straßenradsport-Weltmeisterschaften der Amateure 1974 schied er aus. Im Mannschaftszeitfahren kam der ungarische Vierer mit Tibor Debreceni, Imre Géra, András Takács und István Kiss auf den 10. Platz. 1975 wurden diese vier Fahrer 18. der Weltmeisterschaft. Die Internationale Friedensfahrt fuhr er 1975 und wurde er 89. der Gesamtwertung. Er startete für den Verein Dózsa Újpesti.